# Fritz Reusch
Fritz Reusch (* 20. November 1896 in Bingen am Rhein; † 8. Februar 1970 in Heidelberg) war ein deutscher Musikpädagoge.

## Leben und Werk
Fritz Reusch absolvierte vielseitige Musikstudien in Gesang, Musiktheorie und Musikgeschichte in Berlin, Halle und Heidelberg. Er promovierte 1924 in Heidelberg mit der ungedruckten, maschinenschriftlichen Arbeit über Die Regole del contraponto et compositione des Valerio Bona.
Fritz Reusch wirkte dann in Berlin in der Volks- und Jugendmusikpflege. Er gab mit Fritz Jöde die Musikantengilde heraus. Von 1930 bis 1944 unterrichtete er an der Pädagogischen Hochschule in Frankfurt an der Oder, von 1949 bis 1955 an der Musikhochschule Heidelberg. Am 30. Juli 1937 beantragte er die Aufnahme in die NSDAP und wurde rückwirkend zum 1. Mai desselben Jahres aufgenommen (Mitgliedsnummer 4.546.481).
Er veröffentlichte Musik und Musikerziehung im Dienste der Volksgemeinschaft (Osterwieck 1938), Elementares Musikschaffen (Baustein-Reihe 110 und 116, Mainz 1952 und 1954). Er überarbeitete die Werke Der kleine Hey, die Kunst des Sprechens (Mainz 1956) und Grundlagen und Ziele des Orffschen Schulwerks (Mainz 1954). Er veröffentlichte eine Sprechfibel für Kinder und Jugendliche (Bausteine für Musikerziehung und Musikpflege XIV, Mainz 1963).